# ダニエラ・ヴァイス

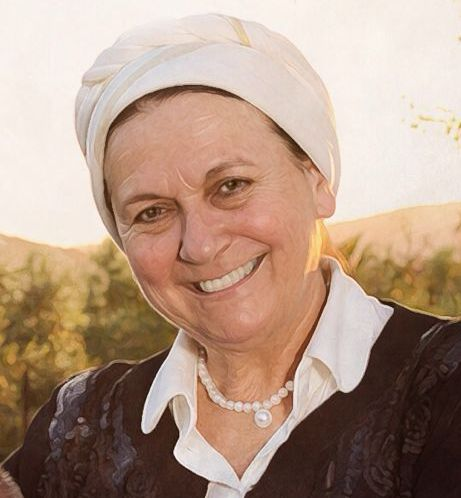

ダニエラ・ヴァイス (ヘブライ語: דניאלה וייס, 英語: Daniella Weiss; ダニエラ・ウィース、1945年8月30日 - ）は、極右イスラエル人のユダヤ教正統派シオニスト入植運動の過激派指導者で、パレスチナのヨルダン川西岸地区に位置し、国際法で違法とされるユダヤ人入植地のケドゥミムの元市長である。
1996年9月にケドゥミム市長に初当選し、2001年11月から2007年にかけて2期目の再選を果たした。
2007年には、ヨルダン川西岸地区に若い入植者が違法な前哨基地を設立するのを支援するナハラ入植ムーブメント（ナハラ・ムーブメント）の創立者の一人となり、代表を務めている。

## 生い立ち
ダニエラ・ヴァイスは、ダニエラ・ミンツとして1945年に生まれ、ブネイ・ブラクで育った。父親はアメリカに生まれ、母親はポーランドのワルシャワで生まれ、ヴァイスが10歳の時にイスラエルに移住してきたユダヤ人で、武装組織レヒのメンバーとして地下活動に参加していた。父親は家庭内の会話は全てヘブライ語で通す決断をし、簡単な挨拶である「ハイ」や「バイ」でも英語を使う事は許されなかった。
ラマト・ガンの宗教高校に通い、アトゥダ・プログラムの一員として学ぶ。バル＝イラン大学では英文学と哲学を学んだ。
宗教シオニズムの青年運動、ブネイ・アキバに多大な影響を受け、後に配偶者となるアムノン・ヴァイスとも、高校およびブネイ・アキバを通じて知り合った。
1970年代から、ヴァイスはグーシュ・エムニームの入植運動の注目すべき人物であり、占領下のヨルダン川西岸に多くの新しいコミュニティを設立するために活動していた。
1987年5月、ヴァイスはパレスチナの都市カルキリーヤでのイスラエル人入植者による暴動に関して逮捕され、有罪判決を受けた。彼女は罰金と執行猶予付きの判決を受けた。その後も、入植活動をめぐる治安機関などへの暴力でたびたび逮捕されている。
ダニエラ・ワイスはプライスタグ政策を否定し、それが入植者の最も重要な仕事であると考えること、つまりヨルダン川西岸でこれまで以上に多くの丘の頂上を主張するために追加のキャラバンやテントを設置することから、入植者をそらしたと述べた。 彼女にとって受け入れられる唯一の「プライスタグ」行動は、イスラエル当局によって取り壊されたすべての前哨基地に対応する新しい前哨基地設立だと述べてきた。

## 主張
ダニエラ・ヴァイスは、ユダヤ人の故郷であるイスラエルの地はナイル川からユーフラテス川まで広がる聖書の「約束の地」であると主張し、今日ではイラク西部、ヨルダン全土、被占領ゴラン高原を含むシリア、レバノン、イスラエル、被占領パレスチナ領域、エジプトなどの広い範囲が国境内に含まれるとしている。

## ガザへの再入植
2023年10月7日にイスラエル南部がイスラム組織ハマスから襲撃を受け、その後イスラエルがガザ地区に軍事侵攻すると、ダニエラ・ヴァイスはユダヤ人のガザ地区への「帰還」と再入植の議論と具体的な計画を主導した。2005年にイスラエルが撤退するまでガザ地区には21か所の入植地が存在していた。
ヴァイスは、2024年1月28日にエルサレムで開催されたガザへの再入植を目指す会議を共同で主催した。民間団体による会議だったが、第6次ネタニヤフ内閣の現役閣僚11人と、ベンヤミン・ネタニヤフ首相が党首を務めるリクード党の党員を含む数多くのクネセト議員が参加し、さらに当日不参加だったが閣僚1人が自ら会議を事前に宣伝するビデオに出演するなど政権への影響力を見せつけた。
イスラエルによってテロリストとしてみなされていた1980年代の過激な極右武装組織『ユダヤ人地下運動』の元指導者でラビのウジ・シャルバグによるスピーチで幕を開けたこの会議では、準備の手順段階、地図、新たな地名を含む具体的な再入植地計画が提示された。ヴァイスによると、ヨルダン川西岸地区で行っているのと同様に、駐屯するイスラエル国防軍の駐屯キャンプ地で入植者の存在感を示すことが再入植の最初のステップだとした。「存在感を示す」ことの意味について具体的に述べてはいないが、ヴァイスの率いるナハラ・ムーブメントはパレスチナ領域内にまず違法前哨基地を設立し、そこから徐々に入植者の存在を拡大し入植地を築くことを長らく活動の中心としている。さらにヴァイスは、いくつかの入植地はかつての呼称ではなく新たに戦死した兵士たちの名前にちなんで名づけられるとし、一例としてイシャイ (Yishai) をあげ、都市名もガザ地区南部のハンユニスには「ユダヤの市」が建設され、ハナット・ヨナ (Hanut Yona) と呼ばれるとした。
後日ヴァイスは、ガザ地区に入植を希望する人々のリストを作成し、既に500世帯が名乗りをあげていることを明かし、さらに「友人には海岸沿いの高級物件は予約済み」だと話していると報道された。
ヴァイスは、ガザ地区の全ては「イスラエル国、イスラエルの地の一部」とし、「ガザにおけるアラブ人（パレスチナ人）の存在は終わりだ」と述べ、「彼らの代わりに、多くのユダヤ人が入植地に戻り、新たな入植地を建設するだろう」とメディアのインタビューに答えている。
ユダヤ人の再入植計画に全く含まれていないガザ地区のパレスチナ人住民の存在を問われると、彼らは「ガザにはとどまらない」、そして「世界がガザの人々を受け入れる」とし、ガザを離れたくない住民については「促されて出ていってくれるでしょう」と述べ、なぜなら「普通の人は地獄には住みたくない」と答えた。そして、パレスチナ人ではなく「私たちユダヤ人がガザにいることになる」とした。
11月13日、イスラエル公共放送協会によると、イスラエル国防軍兵士の手引きでガザ地区に侵入し、ネツァリム回廊など入植地再建計画地を視察して回った。軍は取材に、詳細を調査中であるとした上で、「ガザ地区への立ち入りは認められておらず、法に基づいた処分が行われる」と答えた。